# 巴迪萊峰
46°17′41″N 9°35′10″E / 46.29472°N 9.58611°E
巴迪萊峰（義大利語：Pizzo Badile），是歐洲的山峰，位於意大利和瑞士接壤的邊境，屬於布雷加格利亞山脈的一部分，海拔高度3,308米，人類在1867年7月27日首次登頂。